# Alcmena

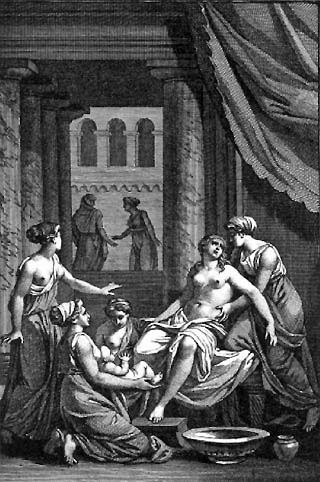
Nașterea lui Heracle de Jean Jacques Francois Le Barbier

În mitologia greacă, Alcmena era mama lui Heracle și soția lui Amfitrion.

## Mitologie
Alcmena se trage din neamul lui Perseu, fiind fiica lui Electrion, regele Micenei. A avut nouă frați și surori.
Tatăl ei murind în timp ce plănuia o campanie împotriva lui Pterelaos, Alcmena se căsătorește cu Amfitrion, cu condiția ca acesta să plece la război în locul tatălui ei, pentru a răzbuna moartea fraților ei, uciși de fiii regelui Pterelaos. Ea refuză să-l primească în pat până nu se întoarce victorios. Amfitrion avu succes, dar între timp Zeus se îndragostise de Alcmena. Cu o zi înainte ca Amfitrion să se întoarcă, el ia înfățișarea lui și o vizitează. Îi descrie amănunțit cum decursese războiul și o convinge că-i răzbunase familia. 
Cînd Amfitrion se întoarce, este uimit de lipsa de entuziasm  soției, uimit să afle că ea cunoaște deja detaliile celor întîmplate. Consultându-l pe Tiresias, află adevărul și decide să o ardă pe rug. Dar Zeus trimite o aversă și stinge flăcările. Alcmena dă naștere lui Heracle, fiul lui Zeus, și lui Ificles, fiul lui Amfitrion, născuți la o zi distanță.
După ce Heracle termină cele 12 sarcini, Alcmena îl acompanie pe el, pe Ificles și pe fiul lui Ificles, Iolau când aceștia porniră să recucerească cetatea lor miceniană de origine, Tirint, dar Euristeu îi împiedică. Cu toate acestea, Alcmena trăi împreună cu câțiva dintre nepoții ei la Tirint până la moartea lui Heracle, când Euristeu îi alungă și amenință și celelate orașe care mai adăposteau descendenți ai eroului. Toți se refugiară la Atena, care refuză să-i dea afară. Euristeu îi provocă la război, dar muri. Capul său fu adus Alcmenei, care-i scoase ochii cu un ac de broșă.
După, Alcmena trăi la Teba. La moartea ei, Zeus îl trimise pe Hermes să o aducă la Insulele celor Fericiți unde se căsători cu Radamante. În alte versiuni, este adusă în Olimp, devenind o divinitate, alături de fiul ei sau, după moartea lui Amfitrion, se căsătorește cu Radamante și trăiește împreună cu acesta în Beoția.

## În opera antică
- Amfitrion, de  Plaut
- Heraclizii lui Euripide
- Hercules Oetaeus al lui Seneca.